# Mason Shaw
Mason Shaw (Lloydminster, Alberta, 3 de noviembre de 1998) es un jugador profesional canadiense de hockey sobre hielo que se desempeña en la posición de centro en Minnesota Wild, equipo de la National Hockey League (NHL).

## Carrera
Fue seleccionado en la cuarta ronda en la NHL Entry Draft de 2017. En 2021 hizo su debut profesional con el equipo Minnesota Wild, donde lleva jugando dos temporadas.